# Ludger van Bergen

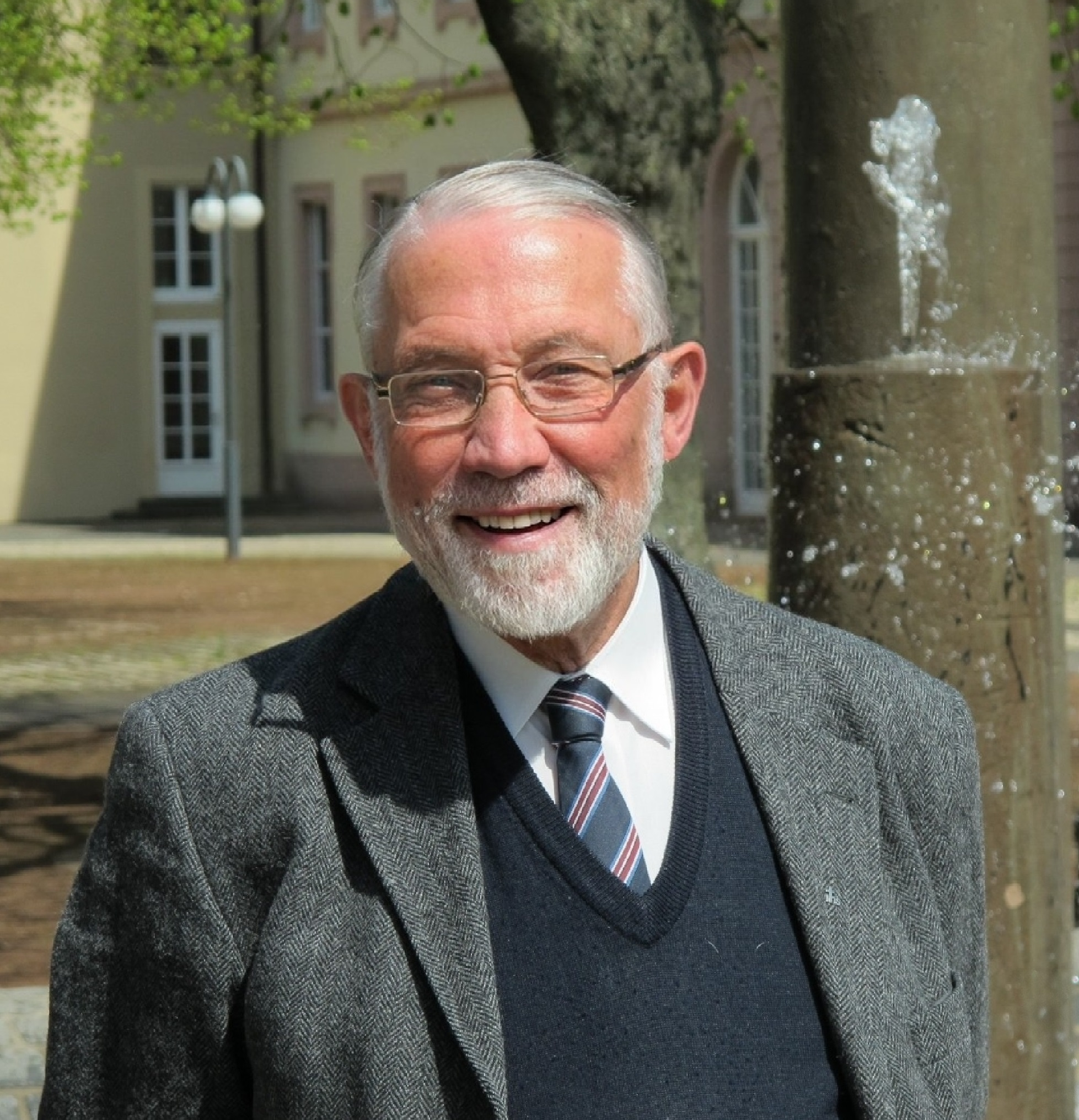
Ludgar van Bergen im Innenhof des Bischöflichen Priesterseminars zu Trier, am 29. April 2013

Ludger F. M. van Bergen SJ (* 28. April 1938 in Nijmegen; † 5. Juni 2022 ebenda) war ein niederländischer Priester und Jesuit. Mit 20 Jahren trat van Bergen in Grave, Niederlande, der Gesellschaft Jesu bei, welcher er bis zu seinem Lebensende angehörte.

## Akademische Laufbahn
Am 29. September 1958 trat Ludgar van Bergen in Mariëndaal ein, studierte Philosophie am Berchmanianum in seiner Heimatstadt und Theologie am Canisianum in Maastricht. Das Lizenziat in Philosophie erwarb er 1963 mit der Arbeit „Sozialität des Erkennens bei Thomas von Aquin“. Dort wurde er im Jahr 1967 in St. Servaas zum Priester geweiht. 1968 dann erwarb er das Lizenziat der katholischen Theologie im Canisianum, Maastricht mit der Arbeit „Ansätze des Ordenslebens im N. T.“ Ein Jahr später, 1969, erwarb er das Diplom in Missionswissenschaft an der Katholischen Universität Nijmegen mit der Arbeit „Van aangezicht tot aangezicht, Bedeutung des Ordenslebens für die Missionsarbeit“. Anschließend wirkte er zur Vorbereitung auf die Promotion als Mitglied des Lumen Institutes in Ernakulam, Kerala, Indien. Wieder in Nijmegen wurde er 1975 im Fach Missionswissenschaft an der Katholischen Universität Nijmegen mit der Arbeit „Licht op het leven van religieuzen – sannyasa-dipika“ promoviert und legte im selben Jahr die letzten Gelübde ab. Seine Promotionsarbeit liefert einen Beitrag zur Diskussion über die Frage, wie man zu einem Ordensleben gelangen könne, das sowohl in der indischen, als auch in der christlichen Tradition wurzelt. Bis 1978 wirkte er dann als Dozent am Institut für Philosophie und Theologie in Yogyakarta, Indonesien, im Bereich Theologie der Nicht-christlichen Religionen, Missionswissenschaft. Zudem bekleidete er das Amt des Subregens am Seminari Tinggi, Kentungan, Yogyakarta. Parallel war er bereits seit 1977 auch in Bonn als Mitarbeiter der Zeitschrift „Die Katholischen Missionen“ tätig. Ab 1979 bis 1988 arbeitete er in Bonn als Mitarbeiter der Katholischen Missionen, war zugleich aber auch von 1979 bis 1984 Lehrbeauftragter an der Philosophisch-Theologischen Hochschule Sankt Georgen, Frankfurt am Main. Außerdem wirkte er auch als Hausgeistlicher im Kinderheim Maria im Waldein sowie als Krankenhausseelsorger im St. Elisabeth-Krankenhaus in Bonn.

## Die Zeit in Trier - Spiritual und Vorsitzender des Eberschweiler-Bundes
Von 1989 bis zu seiner Pensionierung 2013 war van Bergen Spiritual am Bischöflichen Priesterseminar Trier, wie auch Lehrbeauftragter für Spirituelle Theologie (1998) und Religionswissenschaft (2002). Er arbeitete im Pastoralkurs und im Propädeutikum für spirituelle Theologie mit. Als die Jesuitenkommunität 2019 geschlossen wurde, blieb Pater van Bergen zunächst in Trier. Trotz nachlassender Gesundheit war er weiter als Geistlicher Begleiter tätig, hielt als Vorsitzender des Eberschweiler-Bundes Kontakt zu dessen Mitgliedern und setzte sich für die Seligsprechung von P. Wilhelm Eberschweiler SJ ein. Noch im November 2021 feierte er, zusammen mit Bischof Dr. Stephan Ackermann, in der Trierer Jesuitenkirche einen Gottesdienst im Gedenken an den 100. Todestag von Pater Wilhelm Eberschweiler.

## Tod und Vermächtnis
Anfang Mai 2022 zog van Bergen schließlich in die Seniorenresidenz der unabhängigen Region der Europäischen Niederlande (ELC) „Aqua Viva“ um. Dort lebte er kaum vier Wochen in der Seniorenresidenz, bis zu seinem Tod in den frühen Morgenstunden des Pfingstsonntags, am 5. Juni 2022.
Ludgar van Bergen prägte als „Pater“, als Spiritual ganze Generationen von Priestern, die er in den fast 25 Jahren in Trier begleitet hat. Man kann rückblickend sagen, dass das wohl der größte und vielleicht wichtigste Teil seiner Berufung ausgemacht hat. Er wurde bekannt als ein kluger Seelenführer, als Spiritual, der auf Herz und Nieren sieht und unnachgiebig prüft, als treuer und disziplinierter Beter und auch großer Kenner der Heiligen. Auf den ersten Blick wirkte van Bergen nicht klassisch „priesterlich“, sondern bescheiden, schlicht, gar spartanisch und pragmatisch. Als Jesuit ohnehin wenig klerikal. Zudem konnte er sich schnell für etwas begeistern, ebenso auch bärbeißig und streitbar wirken, doch hinter der rauen Schale verbarg sich ein weicher Kern, dem nichts entging. Diese besondere Mischung wussten vor allem auch die Mitglieder und Klienten des Kreuzbundes in Trier zu schätzen, den er mehr als zwei Jahrzehnte ehrenamtlich begleitet hat. Viele persönliche Freundschaften sind ihm aus diesem Engagement erwachsen. Bekannt wurde er als „Unikat“, an dem man sich reiben und mit dem man diskutieren konnte. Dabei ging van Bergen mit seiner eigenen Kirche nicht zimperlich um. Genau diesen kritischen Geist, vor allem hinsichtlich „frommer“ theologischer Fragen und Haltungen, vermittelte er auch all den Generationen von Priestern in seiner Zeit. Pater van Bergen war eine Persönlichkeit, die oft so gar nicht in die uniformierte, konforme Welt des Katholizismus passen wollte. Zudem gehörte er, wie Papst Franziskus, der letzte Papst, den er erleben durfte, dem Eliteorden der Jesuiten an. Mit all diesen Vorzügen brachte er etwas ausgesprochen Hilfreiches in die Seminarerziehung ein, eine echte »Fremderfahrung«, die – sofern man sie an sich herangelassen hat – unglaublich weiten konnte, wie es bei seinem Dienstjubiläum 2009 formuliert wurde.
„Für all das, was ihn ausgemacht hat, immer etwas anders als man meinte, immer ein wenig fremd und herausfordernd, dabei aber gleichzeitig zuverlässig, beständig und mitbrüderlich, danke ich ihm als Leiter des Priesterseminars, als Priester, der selbst von alledem profitieren durfte und stellvertretend für alle, die er in seiner Zeit als Spiritual in Trier geprägt hat“, so Weihbischof Robert Brahm im Nachruf unter den Veröffentlichungen auf der Homepage des Bischöflichen Priesterseminars Trier.

## Veröffentlichungen
- Licht op het leven van religieuzen - sannyasa-dipika, Nijmegen 1975

## Wissenschaftliche Artikel und Abhandlungen
- Eine indische Christologie, in: Das asiatische Gesicht Christi, St. Augustin, 1975.
- De indiese thuisloze, een niet-christelijk religieus, in: Streven, januarie 1976.
- Metamorfose door meditatie, in: Streven, April, 1976.
- Christian Homeless Existence, in: Studia Missionalia, 28 (1979).
- De dood en de religieus, in: Communio 4, 1976.
- De thuisloze, Gods beeld en gelijkenis, in: Tijdschrift voor geestelijk leven, 31(1975).
- Contemporary christian experiments in ashram-life, in: Journal of Dharma, Vol. III, nr 2, 1978.